# Margaret Atherton
Margaret Atheron es una filósofa y feminista historiadora estadounidense también una distinguida profesora de filosofía en la Universidad de Wisconsin–Milwaukee, Facultad de Ciencias y Letras
La investigación de Atertón ha centrado en los filósofos de la época moderna, la filosofía de la psicología (la cognición y de la mente), el trabajo de las mujeres filósofas, así como la enseñanza de la historia de la filosofía moderna

## Educación
Atertón obtuvo su A B en Filosofía en la Universidad Bryn Mawr en 1965. En 1970, recibió su doctorado en Filosofía en la Universidad de Brandeis; su tesis de la "nativismo" inició su trabajo filosófico en las ideas innatas

## Carrera
En el libro de Atertón mujeres filósofas de la temprana Edad Moderna se destacan cuales fueron las mujeres que impactaron el campo de filosofía. Atertón ha publicado numerosos artículos han aparecido en varias revistas, y pidió presentar sus ideas en conferencias e instituciones a lo largo de los años. George Berkeley y John Locke son reconocidos por sus trabajos su obra y comentarios. Atertón ha dedicado su tiempo a la investigación desde 1970 y ha continuado desarrollando sus métodos y ampliar sus ideas
Atherton es miembro de la Sociedad Británica de Historia de la Filosofía, la Hume societaria, la Sociedad Americana del siglo dieciocho, la Sociedad Internacional de Berkeley (Coordinador de Asociaciones de Filosofía), Sociedad para la Mujer en Filosofía, también en la Asociación Americana de Filosofía.
Atertón ha sido profesora de Filosofía de la Universidad de Nueva York, Brooklyn College, Universidad de Maryland, la Universidad de Rochester, y en la Universidad de Wisconsin-Milwaukee.

## Trabajos
- Berkeley's Revolution in Vision. Cornell University Press. 1990. ISBN 0-8014-2358-9.
- Women Philosophers of the Early Modern Period. Hackett Publishing. 1994. ISBN 0-87220-259-3.
- Margaret Atherton, ed. (1999). The Empiricists: Critical Essays on Locke, Berkeley, and Hume. Rowman & Littlefield. ISBN 978-0-8476-8913-2.

- Datos: Q23302672